# Donald Healey
Donald Healey (ook Healey) was een Brits automerk uit Warwick. Het is opgericht in 1945 door Donald Healey. Het bedrijf werd in 1952 gekocht door de Austin-directeur Leonard Lord, die het vervolgens Austin-Healey noemde.

## Geschiedenis
Donald Healey is in 1898 geboren in Perranporth te Cornwall. In de Eerste Wereldoorlog was hij piloot bij de Royal Flying Corps en na de oorlog opende hij een garage in zijn geboorteplaats. In 1938 werd hij technisch manager bij de Triumph Motor Company. Tijdens de oorlog lag de autoproductie grotendeels stil maar Healey maakte al plannen om direct na de oorlog sportwagens te gaan maken. Zijn bedrijf werd in 1945 opgericht en was gevestigd in een oude fabriek voor vliegtuigonderdelen bij Millers Road in Warwick. Hij richtte zich op luxe auto's met hoge prestaties. De motoren kwamen van Riley.
Bij de introductie in 1948 was de Elliott de snelste gesloten personenwagen ter wereld, hij bereikte een topsnelheid van 104,7 mijl per uur (mph) ofwel 168,5 km/h. Het aerodynamische ontwerp was van Benjamin Bowden en het proefmodel werd getest in een windtunnel hetgeen voor die tijd ongebruikelijk was. In 1949 werd de Healey Silverstone geïntroduceerd. Het chassis was korter en het kreeg een stijvere vering, de topsnelheid lag op 107 mph.

## Modellen
Donald Healey heeft in totaal acht modellen gemaakt, namelijk:
| Model                        | Motor                           | Aantal | Jaren     |
| ---------------------------- | ------------------------------- | ------ | --------- |
| Healey Westland Roadster     | 2443 cc Riley 4 cilinder        | 64     | 1946-1950 |
| Healey Elliott Saloon        | 2443 cc Riley 4 cilinder        | 101    | 1946-1950 |
| Healey Sportsmobile          | 2443 cc Riley 4 cilinder        | 23     | 1948-1950 |
| Healey Silverstone           | 2443 cc Riley 4 cilinder        | 104    | 1949-1950 |
| Healey Tickford Saloon       | 2443 cc Riley 4 cilinder        | 222    | 1950-1954 |
| Healey Abbott Drophead Coupe | 2443 cc Riley 4 cilinder        | 77     | 1950-1954 |
| Nash-Healey                  | 3848 of 4138 cc Nash 6 cilinder | 506    | 1950-1954 |
| Healey G-Type Roadster       | 2993 cc Alvis 6 cilinder        | 25     | 1951-1953 |

## Afbeeldingen

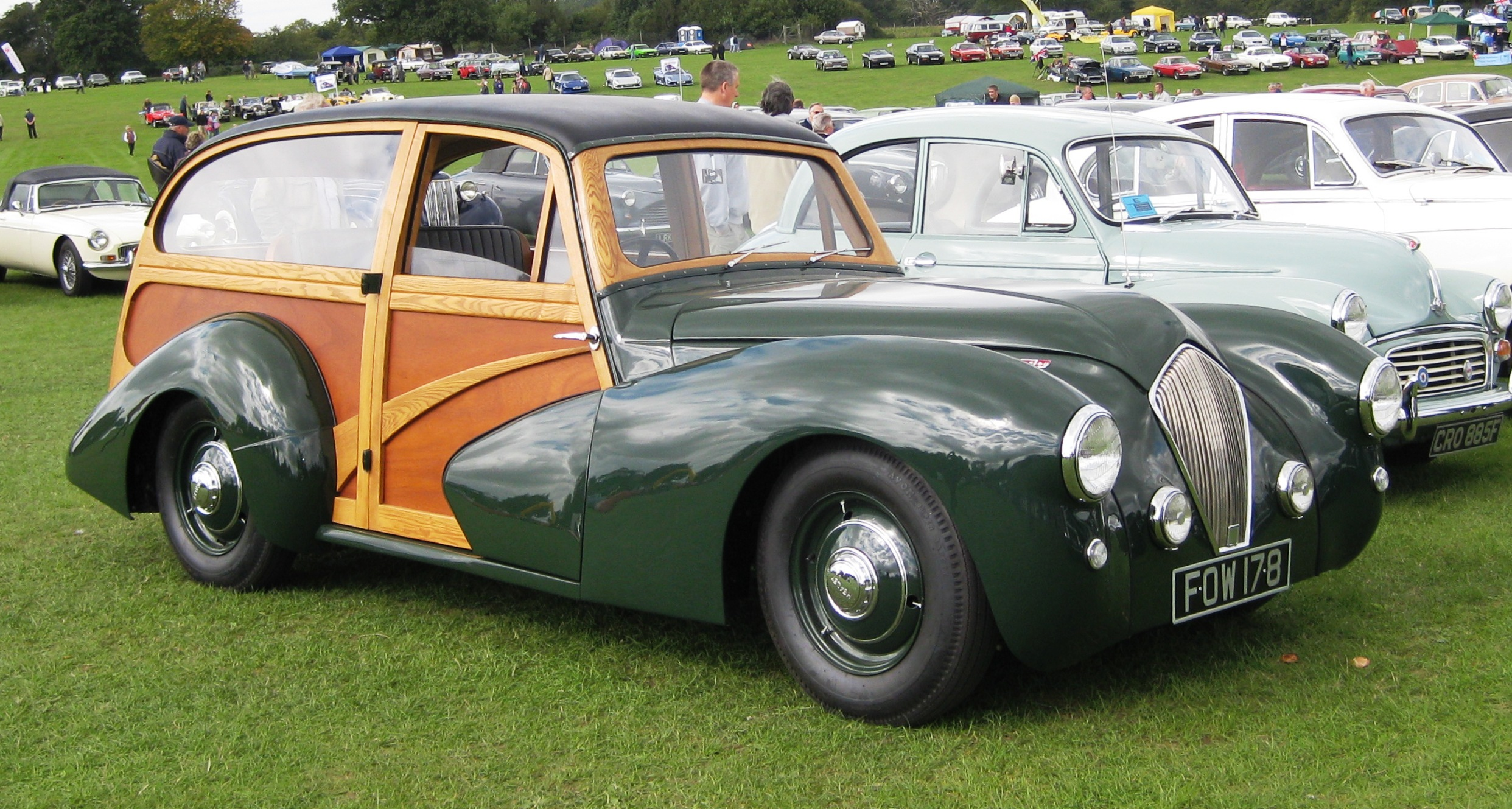
Westland Woody (ca. 1950)
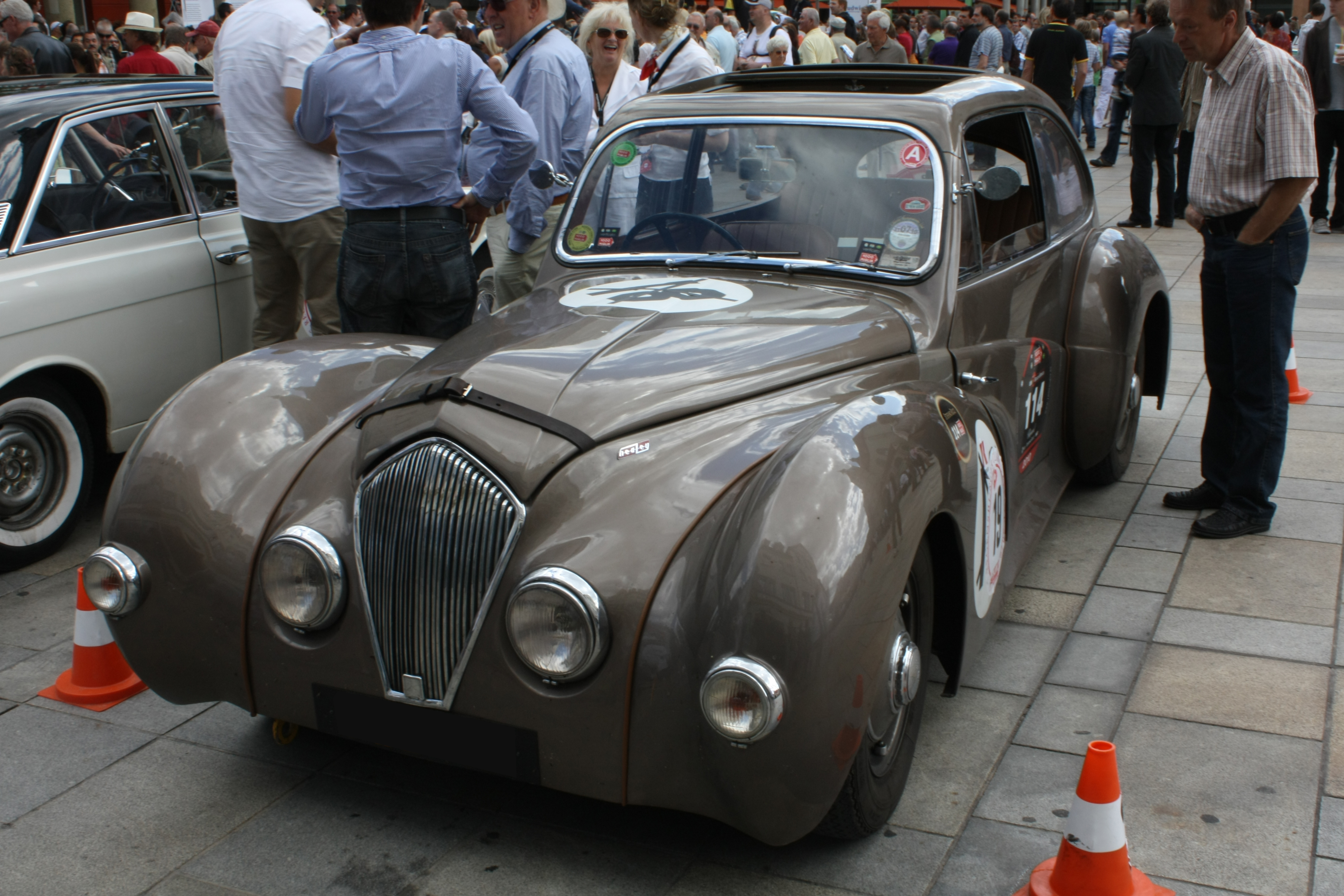
Elliott Saloon
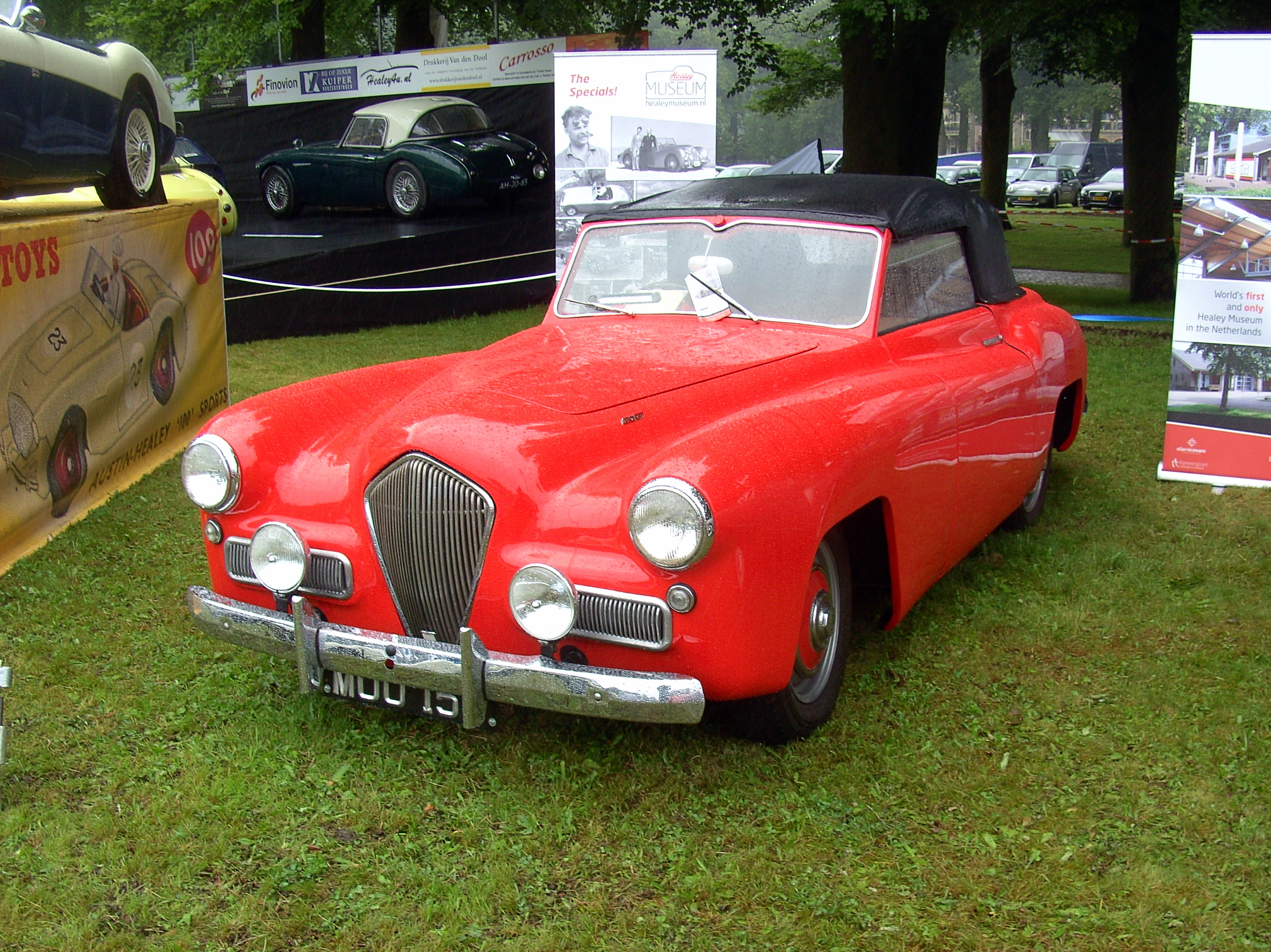
Sportsmobile Roadster (1947)
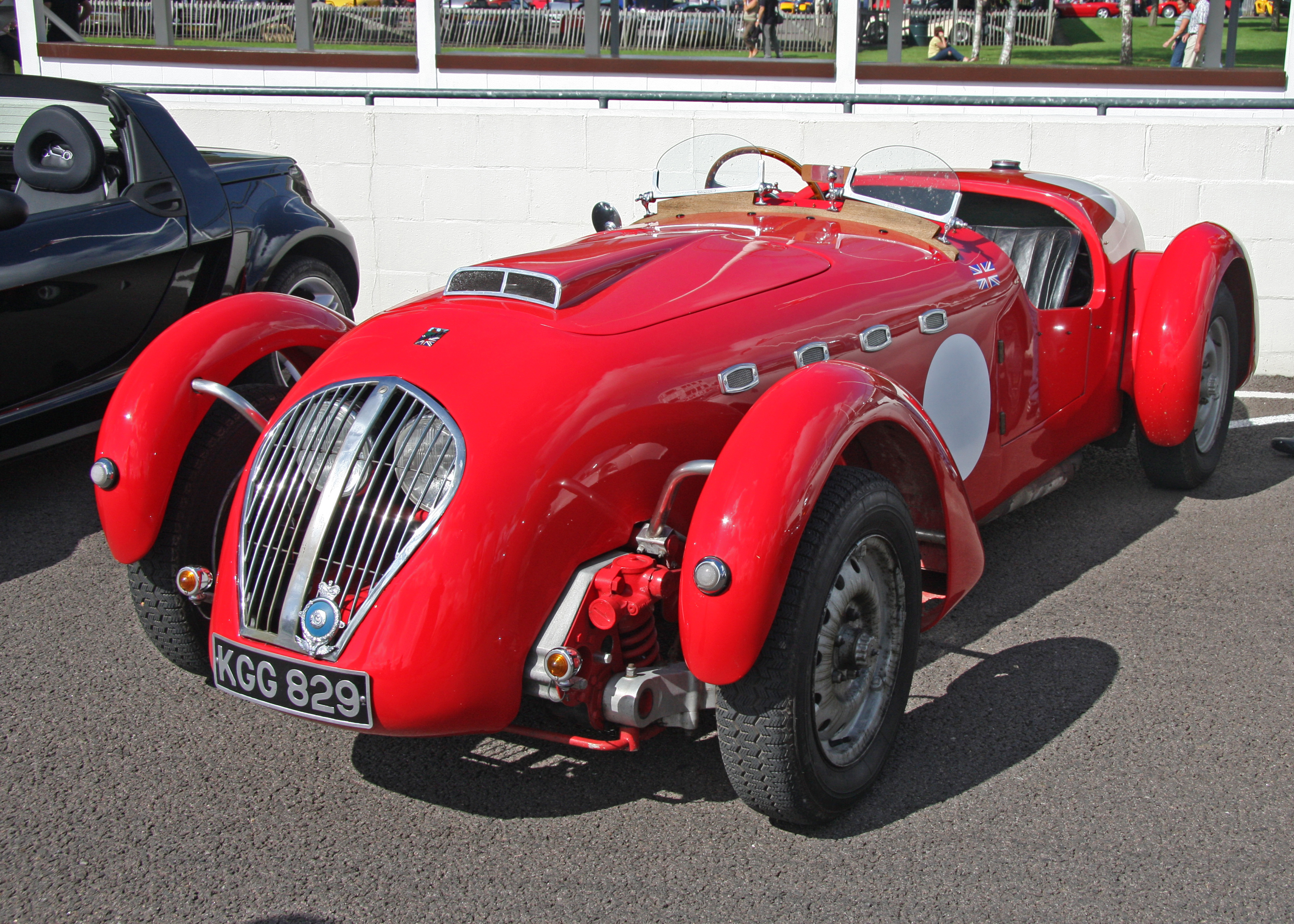
Silverstone Roadster
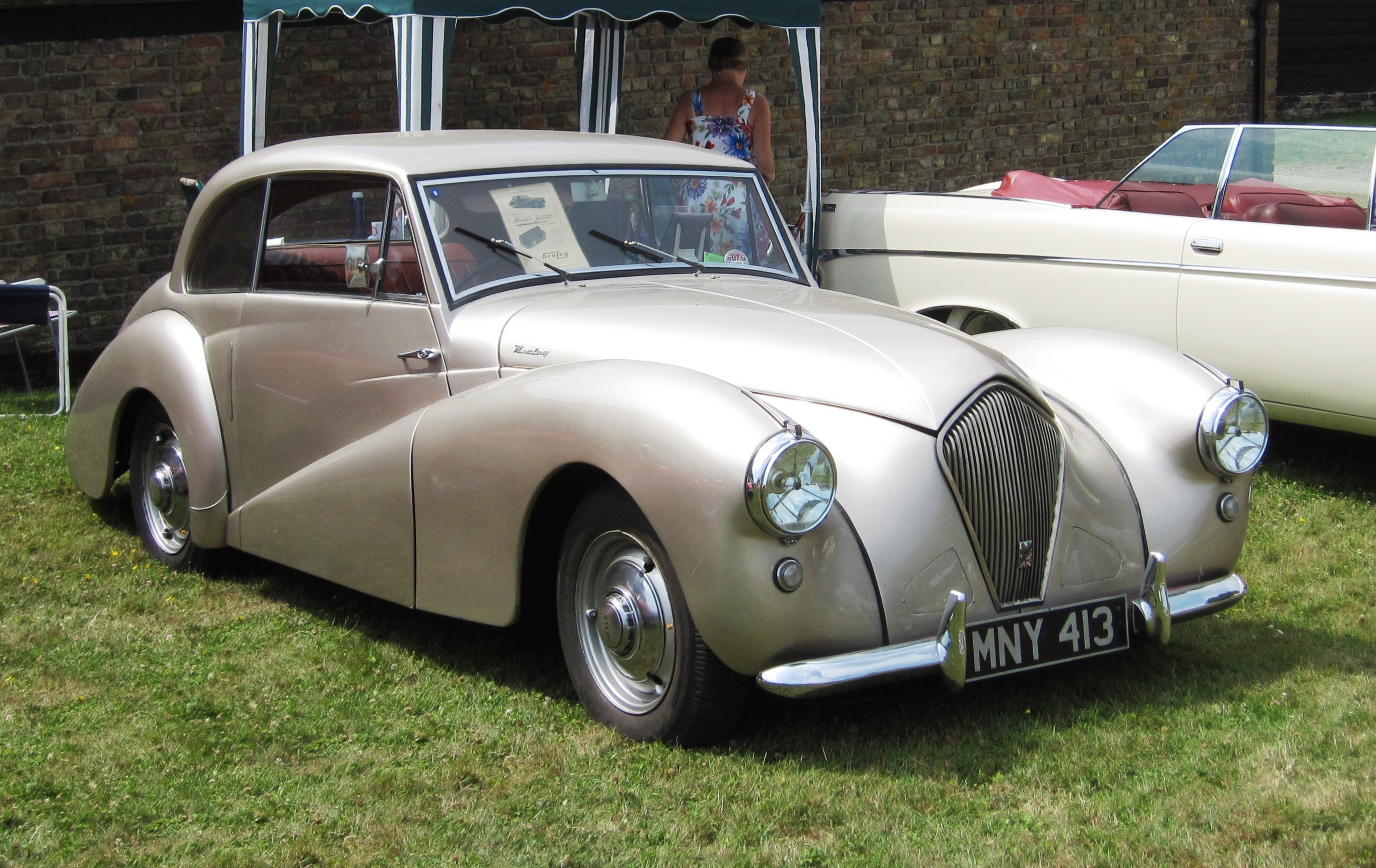
Tickford Saloon (1953)
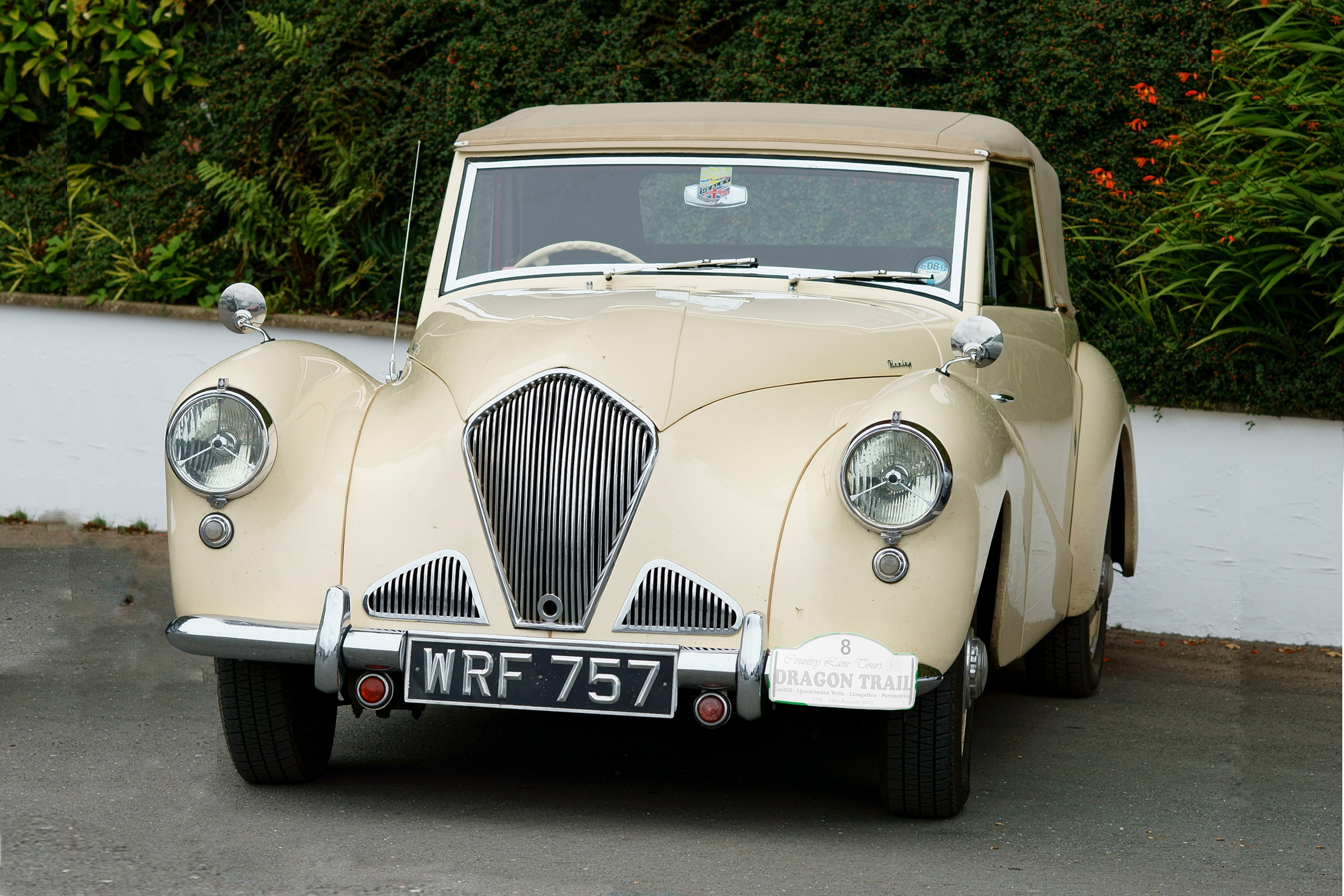
Abbott Drophead Coupé (1952)

- Virtual International Authority File: 167636287